# René Ben Sussan
René Ben Sussan, parfois orthographié Ben-Sussan ou Bensussan, né en 1895 à Salonique et mort en 1988 à Paris, est un peintre, illustrateur et graveur grec, naturalisé français en 1926.

## Parcours
Il expose au Salon d'automne à partir de 1921 et au salon des Tuileries à partir de 1924. Ses premiers sujets sont des paysages et des portraits (cf. catalogue du salon d'automne). Par la suite ses paysages seront inspirés par ses déplacements vers la zone libre (Marseille) durant la guerre, puis l'Espagne. Enfin après-guerre, son amitié pour Calder expliquera son évolution vers une abstraction teintée de surréalisme.
Sa carrière de peintre souffrira de ses constants déplacements vers le Royaume-Uni et les États-Unis.
Il a également produit des gravures sur bois pour illustrer de nombreux livres, par exemple (liste non exhaustive) : The Pilgrim on the Earth (1929, The Blackamore Press), Carmen (1930, La Pléiade), The School for Scandal (1934, Limited Éditions Club), Voyage dans la lune (1946, Ed Jouquières Volpone), The Fox, (1952, The Limited Éditions Club).
La Bibliothèque nationale de France répertorie une vingtaine d'ouvrages illustrés par René Ben-Sussan ou Ben Sussan entre 1925 et 1948.
René Ben Sussan est enterré au cimetière du Père Lachaise.

## Livres
- Henri Duvernois, Les soeurs Hortensias : 31 bois originaux de Ben Sussan, 1932.
- Les Quinze joyes de mariage, bois originaux de Ben Sussan, Éditions Jardin du Luxembourg, Paris, 1948.